# Maugeri (frazione)
Maugeri è una frazione del comune di Valverde, nella Città metropolitana di Catania, sulle pendici sud-orientali dell'Etna, confinante con i comuni di Aci Bonaccorsi, San Giovanni La Punta, Aci Sant'Antonio e un tratto dell'autostrada A18 Messina-Catania.

## Storia
Maugeri segue le vicende storiche della Terra di Aci, scandita da stagioni d'appartenenza feudale e riscatti con ricompra al demanio. Faceva parte infatti dei borghi che componevano l'insieme dell'"universitas" (città) del "territorio di Jacii in contrada Sanctae Mariae Vallis Viridis".
Nell'Ottocento la borgata era inclusa nel comune di Aci Sant'Antonio, il «più frazionato» del mandamento omonimo.

### L'ospite illustre
All'indomani del trionfo milanese dell'opera lirica Norma (1832), il compositore Vincenzo Bellini venne a trascorrere un periodo nella piccola borgata siciliana, nella villa del procugino avv. Pasquale Bellini, figlio del cugino Vincenzo. In quell'occasione Pasquale volle organizzare un ricevimento in onore del musicista catanese. L'artista, mosso dall'avvenimento, eseguì al pianoforte (clavicembalo) – lo strumento musicale collocato nella sala C del Casa Natale/Museo Belliniano di Catania – le melodie estratte dalla Norma, opera ancora inedita a parenti e amici. L'avvenimento è ricordato da un'epigrafe posta accanto al portone della «Villa Bellini»: 
La lapide, ubicata al numero civico 6 della via Norma, recita:
A seguire la seconda iscrizione afferma:
Una terza lapide è stata posta nella medesima dimora.

## Monumenti e luoghi d'interesse

### Architetture religiose
- La chiesa di S. Maria delle Grazie (XVIII sec.), corredata da elementi barocchi, ottenne l'elezione canonica a parrocchia ad opera del vescovo Salvatore Bella (1921)[7].

## Religione
Festa patronale: seconda domenica di settembre.